# 迪戈加西亚岛

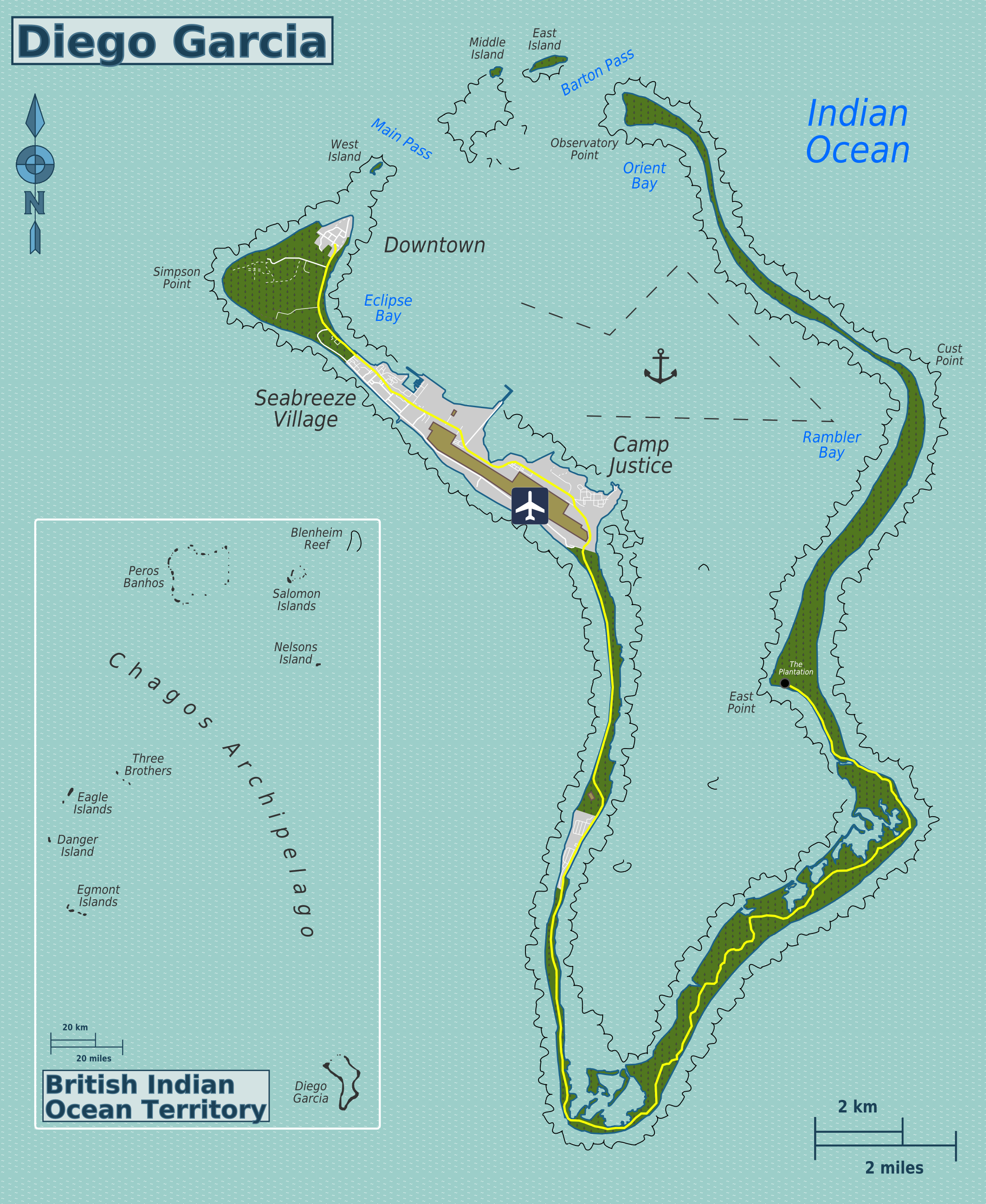
迪亞哥加西亞島地圖

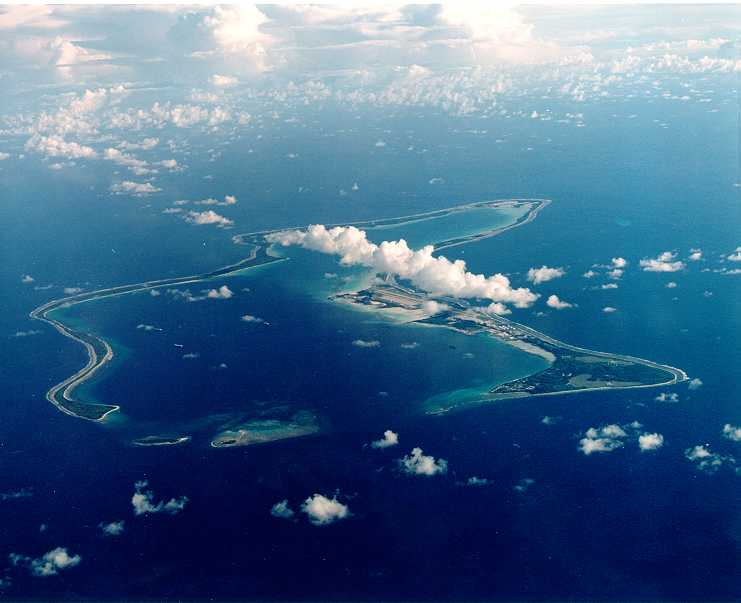
迪亞哥加西亞島

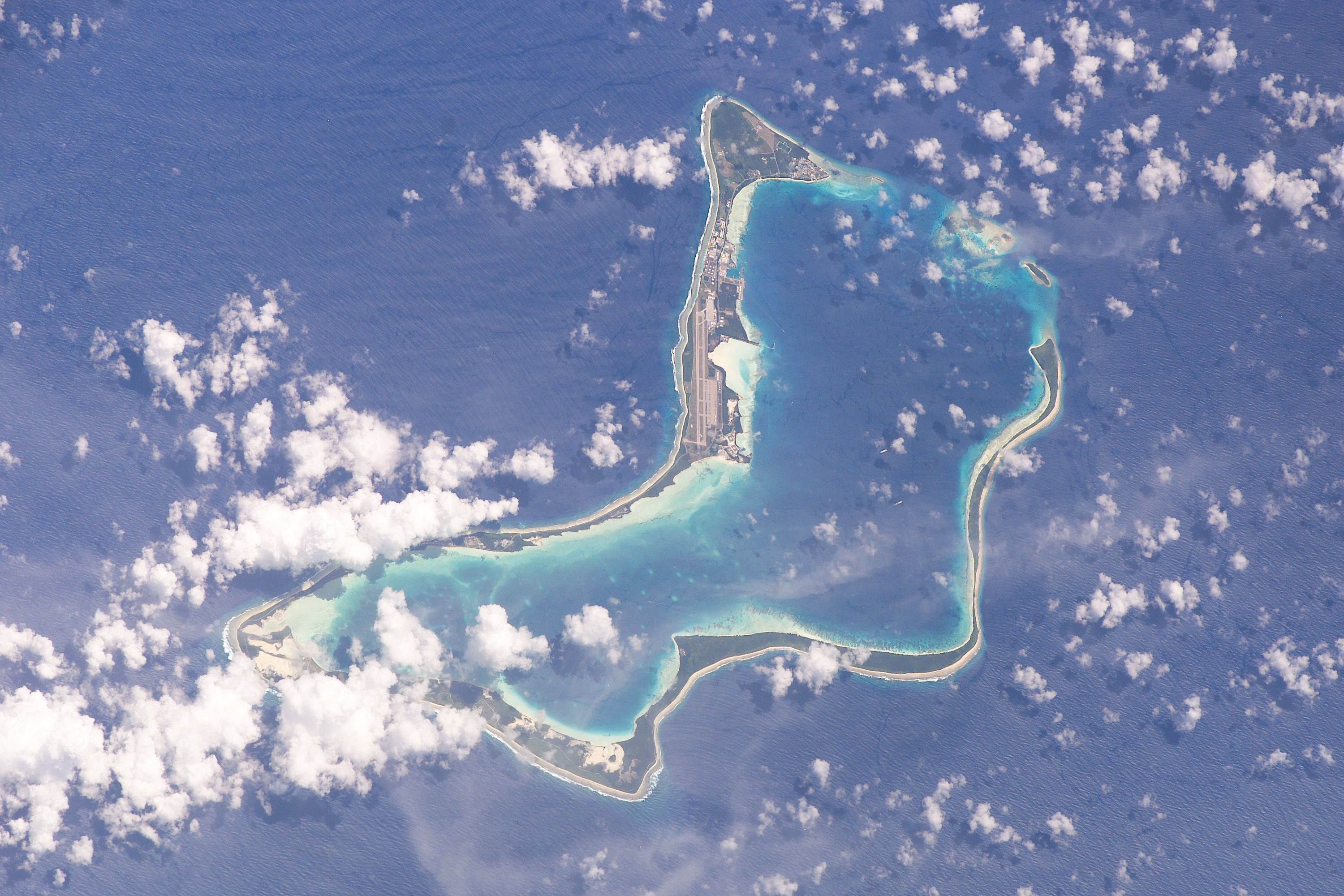
迪亞哥加西亞島的衛星地圖

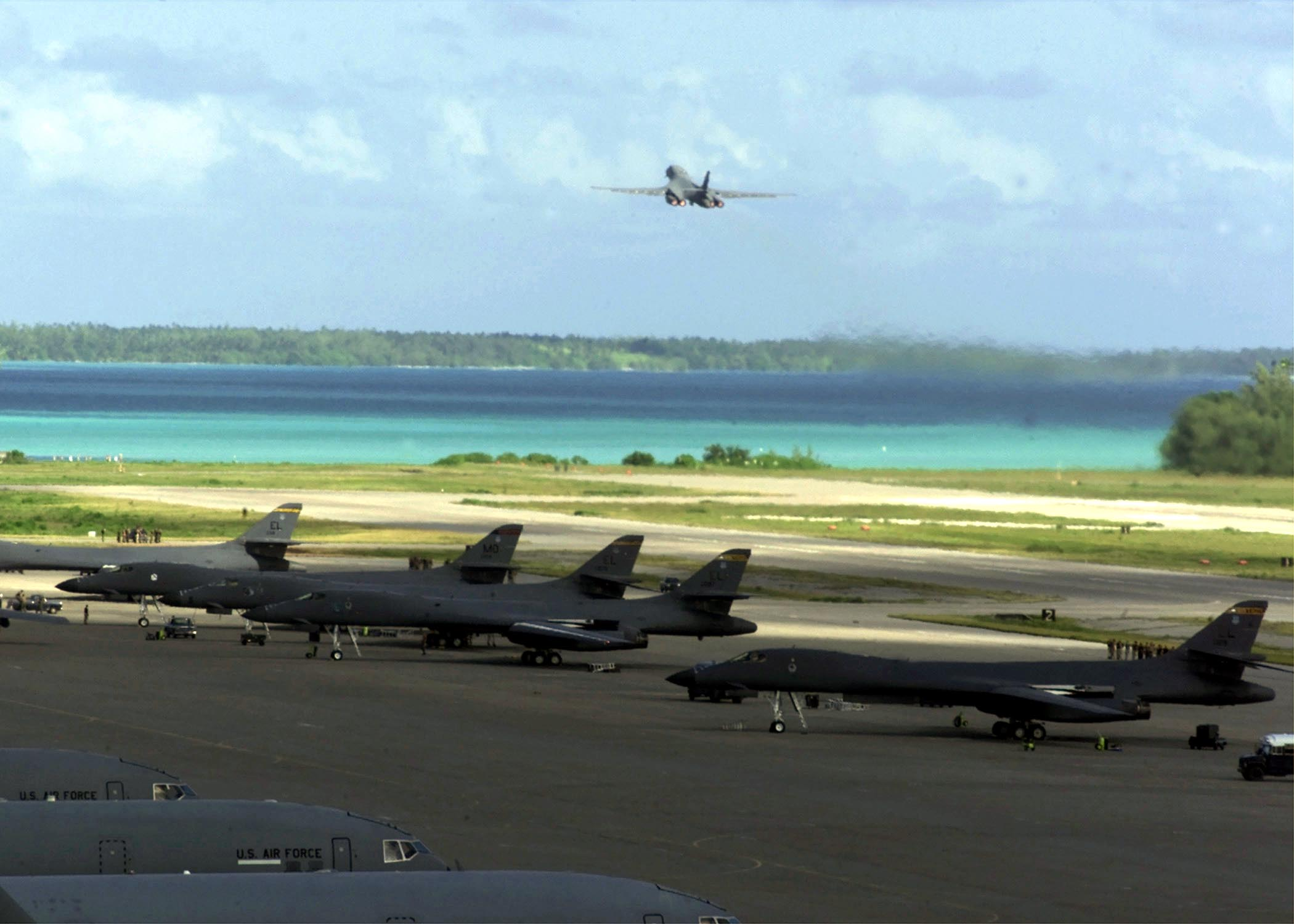
2001年10月，駐紮於迪亞哥加西亞的美國空軍B-1B槍騎兵戰略轟炸機參與了持久自由行動，自島上起飛轟炸位於阿富汗境內的基地組織訓練營。

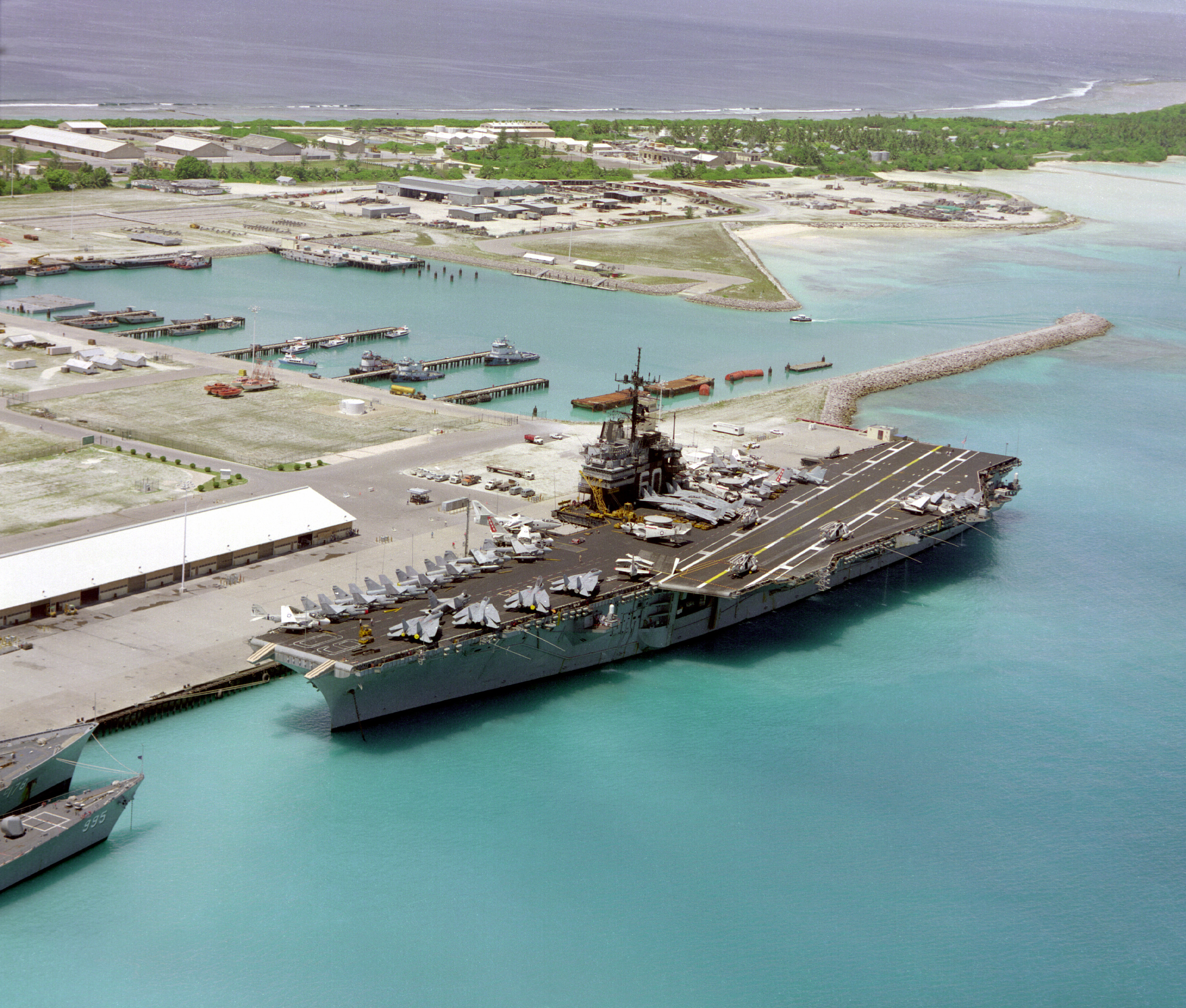
1985年12月，薩拉託加號航空母艦造訪迪亞哥加西亞島並停泊在港內，成為該島歷史上第一次有航空母艦停靠的紀錄。

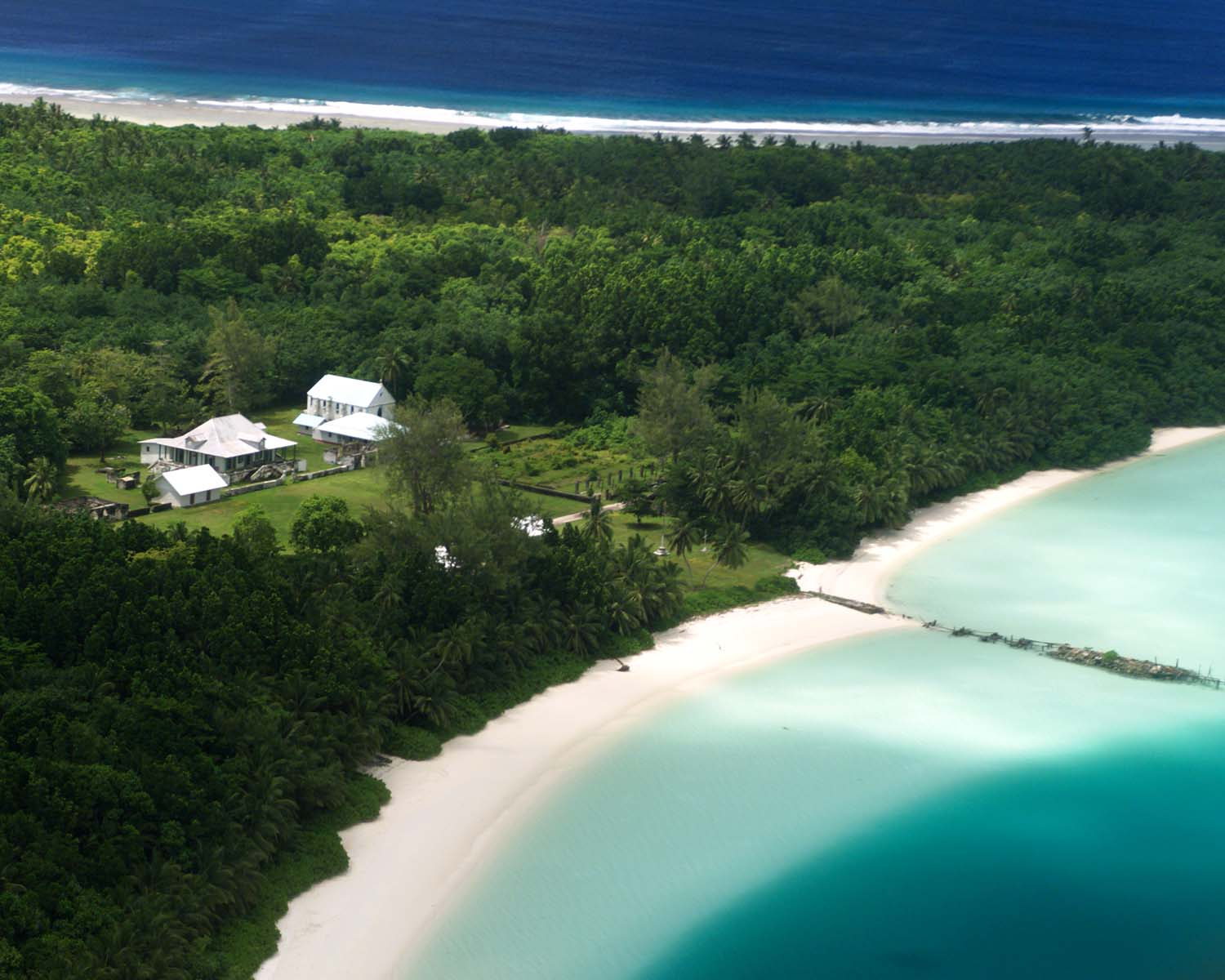
空中鳥瞰一座位於島上東角（East Cape）的椰子園

迪亞哥加西亞島（Diego Garcia）是查戈斯群岛的主岛，也是英属印度洋领地首府所在地，距离印度最南端1,900公里。位处太平洋与印度洋的重要国际水域，战略地位重要。

## 地理
陆地面积27平方公里；全岛为一珊瑚环礁，中央是潟湖，湖长24公里，宽6.4公里，北端有出口，是天然良港。岛上有数种蟹类。

## 歷史
1532年葡萄牙人迪亞哥加西亞到达，1810年被英国占领，为英属毛里求斯属地，1965年成为英属印度洋领地的一部分。1966年，英美签订协议，該島成为英國和美国在印度洋的重要海空军基地，效期50年，不過主要是英國租借給美军使用。1970年代，英国政府又驅逐查戈斯人。此後该岛无常驻居民。
英美联合军事基地的50年租約本訂2016年到期，已展延至2036年。在911事件後，美國對塔利班政權展開軍事行動，此島發揮重大作用，美軍短短6個小時即可飛抵阿富汗。

## 主權爭議
模里西斯主張英國無理由霸佔查戈斯群島，應讓這些群島移交給模里西斯。聯合國國際法院在2019年2月25日發表諮詢意見，認為英國不得擁有查戈斯群島。2024年10月初，英国同意将查戈斯群岛的主权移交给毛里求斯，不過迪戈加西亚岛上的軍事基地以租借99年的形式繼續由英美軍方使用。